# Meterana diatmeta
Meterana diatmeta là một loài bướm đêm trong họ Noctuidae.